# Phyllonorycter dakekanbae
Phyllonorycter dakekanbae là một loài bướm đêm thuộc họ Gracillariidae. Nó được tìm thấy ở Nhật Bản (Hokkaidō) và vùng Viễn Đông Nga.
Sải cánh dài khoảng 7.5 mm.
Ấu trùng ăn Betula ermanii và Betula platyphylla var. japonica. Chúng ăn lá nơi chúng làm tổ. 